# Kinos in Herford
Von den zahlreichen Kinos in Herford ist nur noch ein öffentliches Kino übrig geblieben. Nachfolgend sind alle Kinos aufgeführt, die es in der ostwestfälischen Stadt Herford jemals gab.
Die höchste Besucherzahl in den Herforder Kinos gab es im Jahr 1958 als mehr als eine Million Kinokarten verkauft wurde. Zu der Zeit gab es sechs Kinos mit 3600 Zuschauerplätzen in der damals 55.000 Einwohner zählenden Stadt. Vier Jahre später waren es nur noch knapp 500.000 Besucher. Seit es nur noch ein Kino in Herford gibt, liegen die Besucherzahlen zwischen 60.000 und 70.000 im Jahr.

## Bestehendes Kino

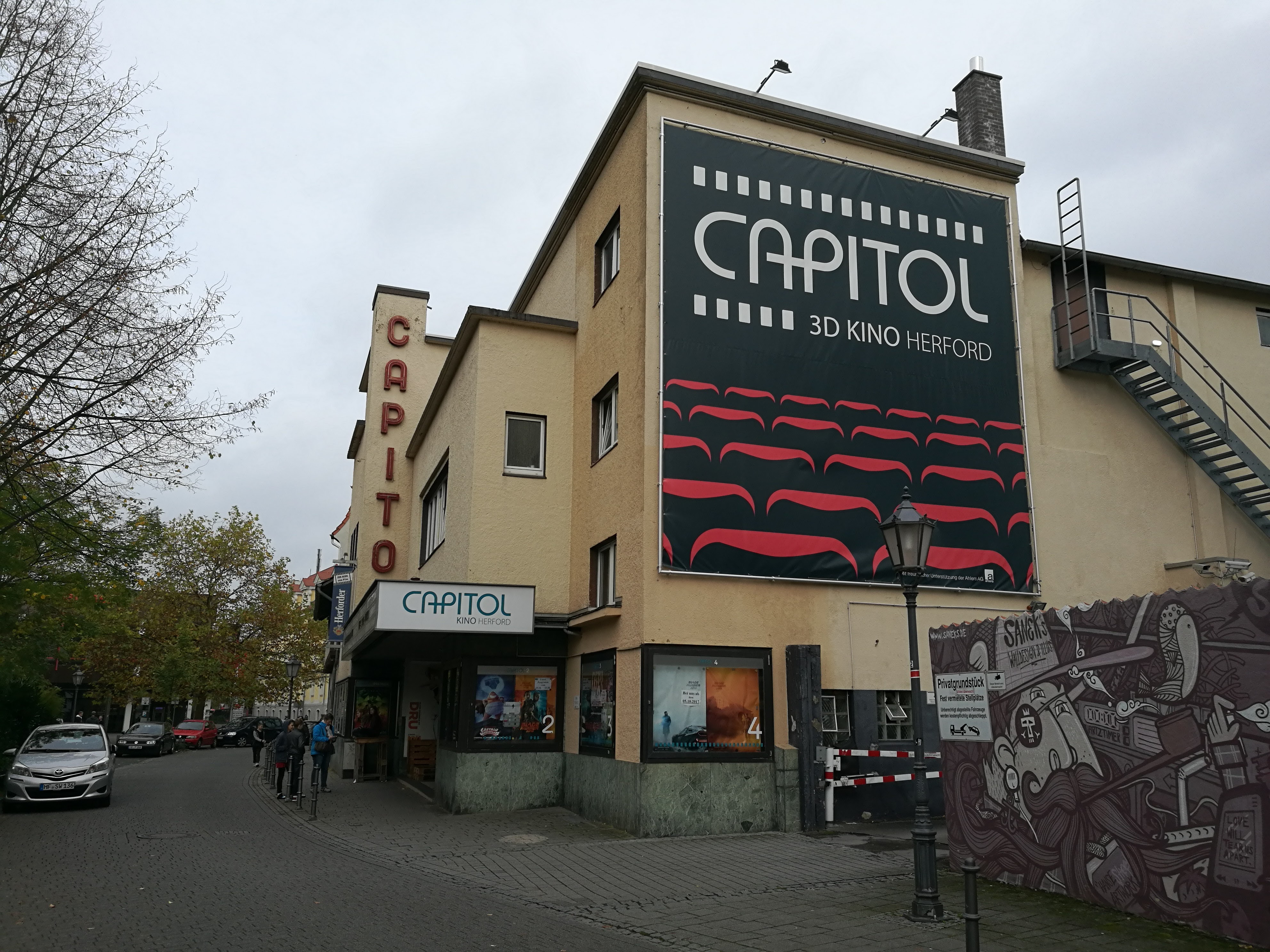
Capitol Herford

Das einzige verbliebene öffentliche Kino in der Stadt ist das Capitol in der Elisabethstraße 1a. Der im Jahr 1927 gegründete Herforder Lichtspielpalast (Helipa) wurde 1937 in Capitol umbenannt. Von 1945 bis 1950 wurden dort auch Theateraufführungen durchgeführt. Seit einem Umbau im Jahre 1979 gibt es vier Kinosäle. Vom 1. November 2009 bis 11. November 2010 war das Kino geschlossen. Seit der Renovierung und Wiedereröffnung hat das Kino 425 Plätze, wobei der größte Saal 200 Personen fasst.
Aufgrund der Corona-Pandemie war das Kino unter anderem von Mitte März bis Ende Juni 2020 geschlossen. Auch im Jahr 2021 war das Kino deswegen länger geschlossen.

## Ehemalige Kinos

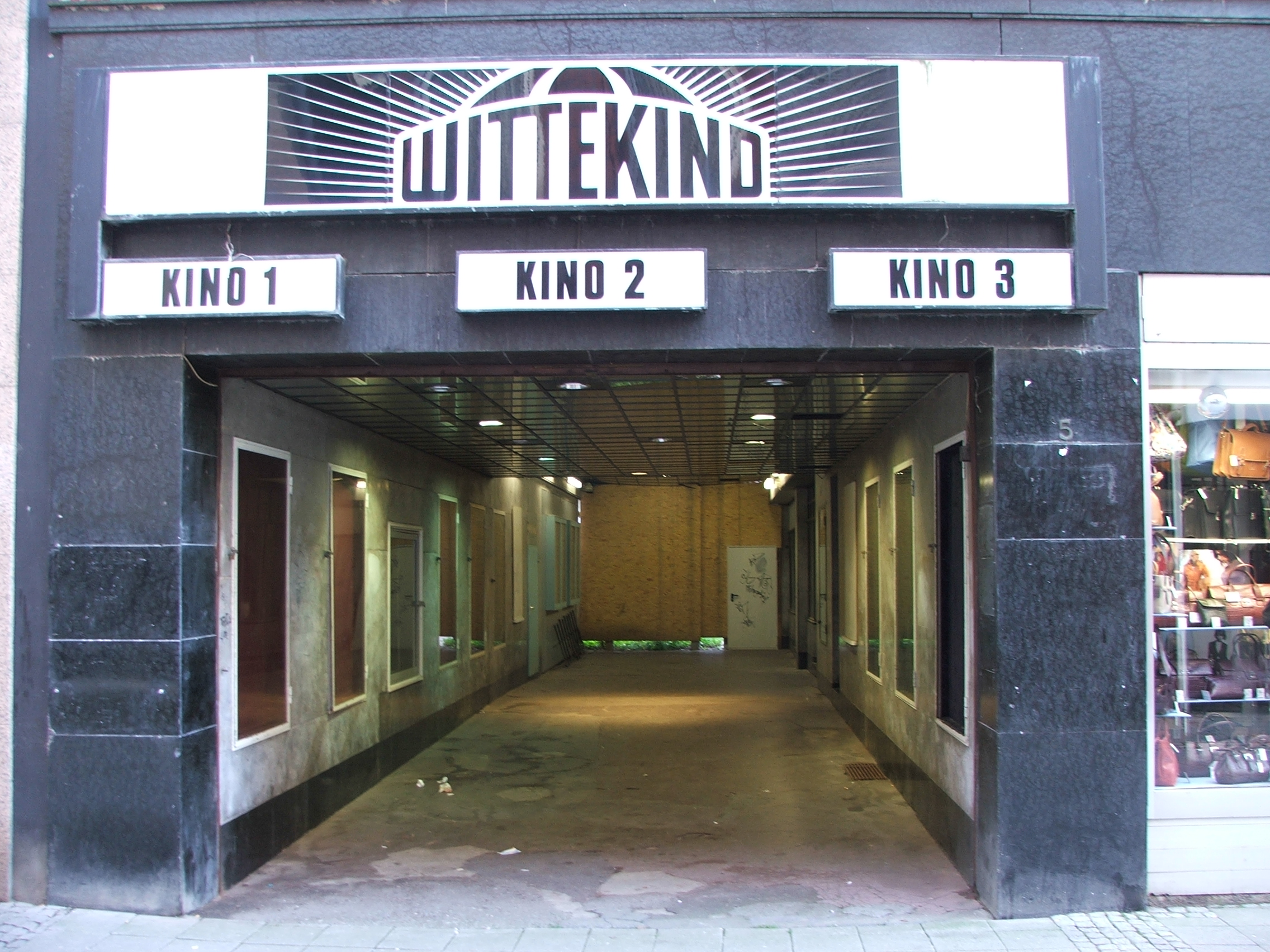
Wittekind-Kino

Bereits 1908 gab es in Herford eine feste Kino-Spielstätte im Passage-Theater. Es befand sich in der Radewiger Straße und wurde später in Viktoria-Lichtspiele umbenannt.
Mit den Wittekind-Lichtspielen entstand 1913 auf dem Gelände der ehemaligen Schokoladenfabrik Weinberg in der Höckerstraße 5 der erste Herforder Kinobau. Es hatte 400 Zuschauerplätze. 1927 wurde das Gebäude umgebaut, auf den neuesten Stand der Technik gebracht und mit einem umlaufenden Balkon versehen. Von da an standen 900 Plätze zur Verfügung. Im Jahre 2001 wurde das Kino geschlossen und teilweise abgerissen. Auf dem hinteren Teil des Grundstücks entstand zwischenzeitlich eine Seniorenresidenz. Im November 2017 erfolgte der komplette Abriss des ehemaligen Kinogebäudes.
Vor 1919 wurden das Lichtspielhaus am Alten Markt, das Kinotheater an der Johannisstraße und die Kammerspiele an der Hollandstraße eröffnet.
Im Juni 1949 wurden die Welt-Lichtspiele in den Räumen eines ehemaligen Tanzlokals in der Mindener Straße 38 eröffnet. 1952 zog das Kino in ein neues Gebäude in der Bruchstraße 4 am südlichen Rand des Lübberbruchs ein. An der alten Adresse gab es von nun an das Kino Scala. Mitte der 1980er Jahre wurden die Welt-Lichtspiele, die sich nun in der Nähe des Stadttheaters und des Ravensberger Gymnasiums befanden, geschlossen. Seit 1986 hat der Tanzclub Grün-Gold seinen Sitz in dem Gebäude.
Die Werre-Lichtspiele in der Eimterstraße 99 wurden „Puschenkino“ genannt, weil dorthin angeblich viele Leute aus der Nachbarschaft in Hausschuhen gingen. Es hatte 140 Sitzplätze und bestand zwischen den 1950er Jahren und Mitte der 1960er Jahre.
Ebenfalls in der ersten Hälfte der 1960er Jahre schloss das 1952 eröffnete Kino Scala an der Mindener Straße 38. Von Januar 1966 bis Oktober 1970 befand sich dort der Jaguar-Club, einer der bekanntesten Beat-Clubs in Ostwestfalen-Lippe. Damals traten dort so bekannte Musikergrößen wie Jimi Hendrix, Status Quo und Manfred Mann auf. Von 1978 bis 1981 dienten die Räumlichkeiten unter dem Namen Scala Herford als Veranstaltungsort für Punk-, Reggae und New-Wave-Konzerte. Am 11. Januar 1982 wurde das Gebäude abgebrochen. Das Gelände gehört heute zur 2018 geschlossenen Hauptschule Meierfeld.
Das neueste Herforder Kino war das 1957 eröffnete Film-Studio an der Ecke Gehrenberg/Brüderstraße. Während sich im Erdgeschoss Läden befanden, war der Kinosaal darüber. Nach der Schließung um 1990 wurde der Kinosaal zu einer Verkaufsfläche umgebaut.
Auch im Stadtteil Elverdissen, in der Schulstraße 273, gab es einmal ein Kino mit 450 Sitzplätzen.
Innerhalb der Wentworth-Kaserne an der Liststraße auf dem Stiftberg betrieben die Britischen Streitkräfte für deren Angehörige bis 2015 ein Kino mit dem Namen Globe. Es war 1954 von den Briten erbaut und 1997 zum Konferenzzentrum ausgebaut worden. Seit September 2017 ist das Gebäude Teil des Bildungscampus Herford.